# فرودگاه کمال‌پور
 فرودگاه کمال‌پور (به انگلیسی: Kamalpur Airport) یک فرودگاه همگانی با کد یاتا IXQ است که یک باند فرود آسفالت دارد. این فرودگاه در کشور هند قرار دارد .